# Terence Trent D'Arby
Sananda Maitreya, nascido Terence Trent Howard (Nova York, 15 de março de 1962), mais conhecido por seu antigo nome artístico Terence Trent D'Arby, é um cantor e compositor estado-unidense. 
Sua mãe, Frances Howard, é uma cantora negra gospel, e seu pai biológico foi um homem branco casado e pobre, de ascendência escocesa e irlandesa, ou seja, um hillbilly - denominação frequentemente preconceituosa dada aos habitantes de áreas rurais e montanhosas dos Apalaches. "Dada a criação religiosa de minha mãe, aborto estava fora de questão." O menino seria então criado pela mãe e pelo padrasto, o bispo pentecostal James Benjamin Darby, como um filho ilegítimo entre cinco filhos legítimos.
A família mudou-se de Nova York para DeLand (Flórida), onde James Darby se tornou pastor da Igreja de Nosso Senhor Jesus Cristo da cidade e presidente do conselho internacional dos evangélicos pentecostais. Posteriormente, a família ainda iria  transferir-se para Chicago.
O cantor é reconhecido por suas características vocais, que lembram as de Sam Cooke, e pelo fato de que, tal como outros artistas que o influenciaram, como Stevie Wonder, Prince e Todd Rundgren, ele também produz seus próprios álbuns e toca a maioria dos instrumentos. 
Em outubro de 2001, mudou legalmente o nome para Sananda Maitreya, após ter uma série de sonhos os quais o orientavam a adotar a nova identidade. Essa mudança de nome não tem conotação religiosa.

## Discografia

### Álbuns
Como Terence Trent D'Arby
| Ano  | Álbuns                                                     | Paradas | Paradas | Paradas | Paradas | Paradas | Paradas | Paradas                                         | Paradas | Paradas | Certificações |
| Ano  | Álbuns                                                     | US      | AUS     | AT      | CH      | NL      | NO      | Recording Industry Comosociation of New Zealand | SWE     | UK      | Certificações |
| ---- | ---------------------------------------------------------- | ------- | ------- | ------- | ------- | ------- | ------- | ----------------------------------------------- | ------- | ------- | --- |
| 1987 | Introducing the Hardline According to Terence Trent D'Arby | 4       | 3       | 4       | 1       | 2       | 4       | 2                                               | 5       | 1       | - Recording Industry Comosociation of America: 2× Platinum - UK: 5× Platinum - CAN: 2× Platinum - Musiikkituottajat – IFPI Finland: Gold |
| 1989 | Neither Fish Nor Flesh                                     | 61      | 40      | 28      | 20      | 32      | 16      | 42                                              | 47      | 12      | - UK: Gold - CAN: Gold |
| 1993 | Symphony or Damn                                           | 119     | 8       | 38      | 23      | 51      | –       | 14                                              | 28      | 4       | - UK: Gold |
| 1995 | Vibrator                                                   | 178     | –       | –       | 8       | 27      | –       | 32                                              | –       | 11      | |

Como Terence Trent D'Arby / Sananda Maitreya
| Ano  | Álbuns   | Paradas | Paradas | Paradas | Paradas | Paradas | Paradas | Paradas                                         | Paradas | Paradas | Certificações |
| Ano  | Álbuns   | US      | AUS     | AT      | CH      | NL      | NO      | Recording Industry Comosociation of New Zealand | SWE     | UK      | Certificações |
| ---- | -------- | ------- | ------- | ------- | ------- | ------- | ------- | ----------------------------------------------- | ------- | ------- | ------------- |
| 2001 | Wildcard | –       | –       | –       | –       | –       | –       | –                                               | –       | –       |               |

Como Sananda Maitreya
| Ano  | Álbuns                         | Paradas | Paradas | Paradas | Paradas | Paradas | Paradas | Paradas                                         | Paradas | Paradas | Certificações |
| Ano  | Álbuns                         | US      | AUS     | AT      | CH      | NL      | NO      | Recording Industry Comosociation of New Zealand | SWE     | UK      | Certificações |
| ---- | ------------------------------ | ------- | ------- | ------- | ------- | ------- | ------- | ----------------------------------------------- | ------- | ------- | ------------- |
| 2002 | Wildcard – The Jokers' Edition | –       | –       | –       | –       | –       | –       | –                                               | –       | –       |               |
| 2005 | Angels & Vampires - Volume I   | –       | –       | –       | –       | –       | –       | –                                               | –       | –       |               |
| 2006 | Angels & Vampires - Volume II  | –       | –       | –       | –       | –       | –       | –                                               | –       | –       |               |
| 2009 | Nigor Mortis                   | –       | –       | –       | –       | –       | –       | –                                               | –       | –       |               |
| 2011 | The Sphinx                     | –       | –       | –       | –       | –       | –       | –                                               | –       | –       |               |
| 2012 | Return to Zooathalon           | –       | –       | –       | –       | –       | –       | –                                               | –       | –       |               |

### Compilações
Como Terence Trent D'Arby
- 2002: Greatest Hits (2CDs)
- 2006: Collections

### EPs
Como Terence Trent D'Arby
| Ano  | Título          | Paradas           | Paradas  | Paradas              | Paradas                 | Paradas          | Paradas          | Paradas |
| Ano  | Título          | Billboard Hot 100 | U.S. R&B | U.S. Dance Club Play | U.S. Dance Maxi Singles | U.S. Modern Rock | UK Singles Chart | [NLD]   |
| ---- | --------------- | ----------------- | -------- | -------------------- | ----------------------- | ---------------- | ---------------- | ------- |
| 1993 | Neon Messiah EP | –                 | –        | –                    | –                       | –                | –                | –       |

### Singles
| Ano  | Single                                             | Paradas | Paradas  | Paradas    | Paradas   | Paradas | Paradas |
| Ano  | Single                                             | U.S.    | U.S. R&B | U.S. Dance | U.S. Rock | UK      | NED     |
| ---- | -------------------------------------------------- | ------- | -------- | ---------- | --------- | ------- | ------- |
| 1987 | "If You Let Me Stay"                               | 68      | 19       | 47         | —         | 7       | 12      |
| 1987 | "Wishing Well"                                     | 1       | 1        | 7          | —         | 4       | 1       |
| 1987 | "Dance Little Sister"                              | 30      | 9        | 7          | —         | 20      | 3       |
| 1988 | "Sign Your Name"                                   | 4       | 2        | 23         | —         | 2       | 2       |
| 1988 | "Rain"                                             | —       | —        | —          | —         | —       | 23      |
| 1989 | "This Side Of Love"                                | —       | —        | —          | —         | 83      | —       |
| 1989 | "To Know Someone Deeply Is To Know Someone Softly" | —       | 47       | —          | —         | 55      | —       |
| 1990 | "Billy Don't Fall"                                 | —       | —        | —          | —         | —       | —       |
| 1993 | "Do You Love Me Like You Say?"                     | —       | —        | —          | —         | 14      | —       |
| 1993 | "Delicate" feat. Des'ree                           | 74      | —        | —          | —         | 14      | —       |
| 1993 | "She Kissed Me"                                    | —       | —        | —          | 5         | 16      | —       |
| 1993 | "Let Her Down Easy"                                | —       | —        | —          | —         | 18      | —       |
| 1993 | "Turn The Page"                                    | —       | —        | —          | —         | —       | —       |
| 1995 | "Holding On To You"                                | —       | —        | —          | —         | 20      | —       |
| 1995 | "Vibrator"                                         | —       | —        | —          | —         | 57      | —       |
| 1995 | "Supermodel Sandwich"                              | —       | —        | —          | —         | —       | —       |
| 2002 | "O Divina"                                         | —       | —        | —          | —         | —       | —       |
| 2002 | "What Shall I Do"                                  | —       | —        | —          | —         | —       | —       |